# Кульга Марина Кирилівна
Марина Кирилівна Кульга́ (нар. 1 січня 1916, Гнатівка — пом. 25 липня 1995, Дігтярі) — українська килимарниця; заслужений майстер народної творчості УРСР з 1960 року.

## Біографія
Народилася 19 грудня 1915 [1 січня 1916] року в селі Гнатівці (нині Прилуцький район Чернігівської області, Україна). Здобула початкову освіту.
Упродовж 1929—1971 років працювала на фабриці художніх виробів у смт Дігтярях. Створювала килими з геометричними орнаментами.
Брала участь у всеукраїнських і всесоюзних мистецьких виставках з 1936 року. У 1936 році нагороджена дипломом І ступупеня Першої республіканської виставки народного мистецтва у Києві; у 1954 році — дипломом ІІ ступеня Виставки досягнень народного господарства у Москві.
Померла в Дігтярях 25 липня 1995 року